# Roux-Insel
Die Roux-Insel (französisch Île Charles-Roux) ist eine Insel vor der Loubet-Küste des Grahamlands auf der Antarktischen Halbinsel. Sie liegt etwa 800 m nördlich der Arrowsmith-Halbinsel an der westlichen Einfahrt zum Lallemand-Fjord.
Entdeckt wurde sie bei der Fünften Französischen Antarktisexpedition (1908–1910) unter der Leitung Jean-Baptiste Charcots, der sie nach dem französischen Unternehmer und Politiker Jules Charles-Roux (1841–1918) benannte.